# Walter Kaufmann (fysiker)
Walter Kaufmann, född den 5 juni 1871 i Elberfeld, död den 1 januari 1947 i Freiburg im Breisgau, var en tysk fysiker. 
Kaufmann blev filosofie doktor 1894 i München, 1903 professor vid universitetet i Bonn och 1908 professor i Königsberg. Han gjorde 1901–03 mycket omsorgsfulla och viktiga försök över avböjningen genom elektriska och magnetiska krafter af från radium utsända elektroner och fann därvid, att elektronernas massa ökas alltmera, ju närmare deras hastighet kommer ljushastigheten. Storleken hos denna variation visade dessutom, att en elektrons massa är endast skenbar, det vill säga helt och hållet av elektriskt ursprung.